# Piedra Blanca, Arteaga
Piedra Blanca är en ort i Mexiko.   Den ligger i kommunen Arteaga och delstaten Coahuila, i den centrala delen av landet, 700 km norr om huvudstaden Mexico City. Piedra Blanca ligger 2 314 meter över havet och antalet invånare är 105.
Terrängen runt Piedra Blanca är huvudsakligen kuperad, men österut är den bergig. Runt Piedra Blanca är det glesbefolkat, med 9 invånare per kvadratkilometer. Närmaste större samhälle är San Juan de los Dolores, 4,4 km sydost om Piedra Blanca. I omgivningarna runt Piedra Blanca växer huvudsakligen savannskog.